# Kloster Maria-Rickenbach

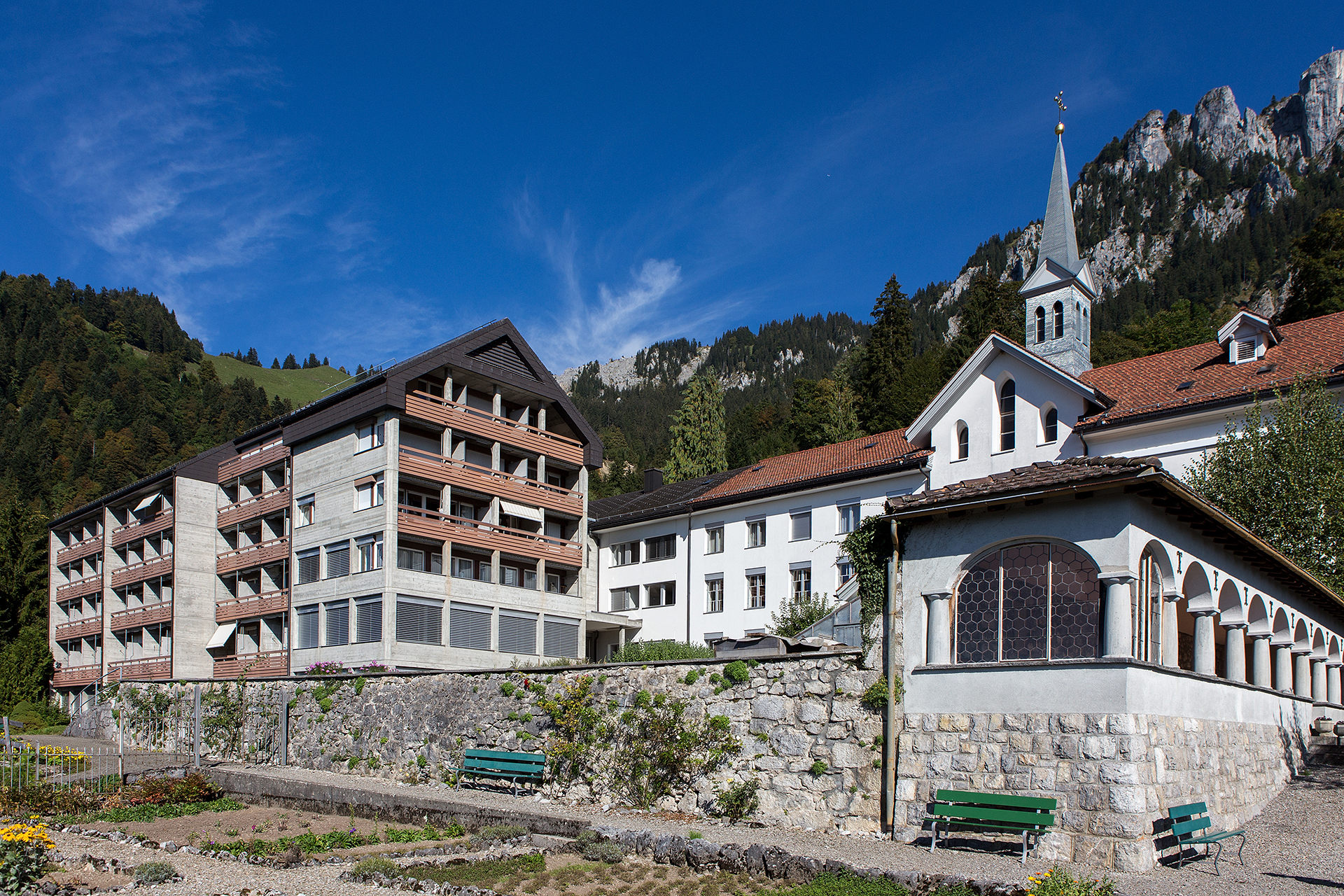
Kloster Maria-Rickenbach

Das Benediktinerinnenkloster Maria-Rickenbach liegt im Wallfahrtsort Niederrickenbach auf dem Gebiet der Gemeinde Oberdorf im Schweizer Kanton Nidwalden. Es ist Mitglied der Schweizerischen Benediktinerinnenföderation.

## Lage
Maria-Rickenbach liegt auf fast 1200 m über Meer, an der rechten Talschulter des Engelbergertales. Der Wallfahrtsort ist zu Fuss oder mit der Seilbahn erreichbar. Der historische Benediktusweg verbindet das Kloster mit dem Kloster Engelberg.

## Gründung
Gegründet wurde das Kloster 1857. Als Gründerinnen gelten die beiden ehemaligen Baldegger Schwestern Vinzentia Gretener (1821–1862) und Gertrud Leupi (1825–1904). Ihr Ziel war ein religiöses Leben «nach der Ewigen Anbetung des Heiligsten Altarssakramentes». Tatsächlich war aber die treibende Kraft hinter Gründung und Standortwahl der Engelberger Mönch und nachmalige Abt Anselm Villiger.
Das Klosterprojekt stiess auf erheblichen Widerstand bei der einheimischen politischen Elite und der Bevölkerung. So gab es Befürchtungen, die Schwestern würden die Gaben für die Wallfahrtskirche für sich beanspruchen. Der Stanser Pfarrer als Ortspfarrer sollte dafür sorgen, dass die Schwestern die Wallfahrt nach Maria-Rickenbach nicht beeinträchtigten.

## Geschichte
1857 wurde das Stäfilihaus, ein bestehendes Bauernhaus, bezogen. 1862 wurde mit dem Bau des ersten Klostergebäudes begonnen, das die Schwestern 1864 bezogen. Unmittelbar danach wurde das Institutsgebäude errichtet. Eine grössere Klostererweiterung erfolgte 1895/1897. Es gab später weitere Um- und Neubauten.
Als kirchliche Institution erhielt das Kloster 1863 die bischöfliche Bestätigung als «Kongregation der Opferschwestern des dritten Ordens des heiligen Benedikt»; zum Visitator wurde der Abt von Engelberg bestimmt. Der heutige Klosterbau wurde 1973–1977 neu errichtet, die Kirche 1979–1980 umgebaut.
1859 bis 1981 führte das Kloster auch ein Mädchenpensionat, das Institut «Maria Opferung».

## Sehenswürdigkeit

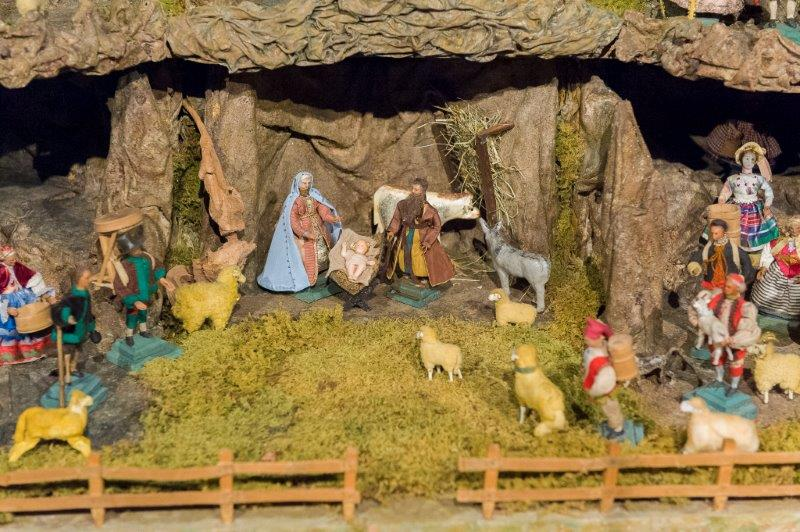
Weihnachtskrippe Maria-Rickenbach (Ausschnitt)

Von überregionaler Bedeutung ist die Konventkrippe. Auf einem zwei Meter hohen Krippenberg sind auf mehreren Ebenen 136 Figuren verteilt, die aus dem 18. und 19. Jahrhundert stammen. Gebildet sind sie aus Holz und Draht, während die meisten Köpfe aus eingetöntem Wachs bestehen. Farbige Kostüme bekleiden die Gestalten. Über die Herkunft der Figuren in barocker Tradition gibt es keine gesicherten Kenntnisse, ein Grossteil dürfte 1869 von Schwester M. Pia Richlin aus Luzern mitgebracht worden sein.

## Tochtergründungen in den USA
Vom Kloster Maria-Rickenbach reisten 1874 fünf Schwestern unter der Leitung von M. Anselma Felber (1843–1883) nach Maryville (Missouri), um die Mönche von Neu-Engelberg in der Missions- und Schultätigkeit zu unterstützen. Aus diesem Projekt resultierte die Gründung des nahe gelegenen Benediktinerinnenklosters von Clyde, ebenfalls im Nodaway County (Missouri). Es folgten die Gründungen des «Convent of the Sacred Heart» von Yankton (South Dakota) 1880/1887 und des Konvents «Queen of Angels» von Mount Angel im Marion County (Oregon) 1882. Von diesen Klöstern gingen weitere Gründungen aus. Bis 1891 reisten insgesamt 27 Schwestern von Maria-Rickenbach in elf Gruppen in die USA, dazu kamen noch weitere Kandidatinnen. Das Kloster Marienburg Wikon im Kanton Luzern wurde 1891 als Filiale von Yankton aus gegründet und 1927 ans Kloster Maria-Rickenbach angebunden, bis es nach der Aufhebung des Klosterartikels 1973 ein selbständiges Kloster werden konnte.